# Кожевникова, Надежда Вадимовна
Надежда Вадимовна Кожевникова (род. 1949, Москва) — русский литератор, журналистка, мемуарист. Живёт в США.

## Биография
Родилась в Москве, в семье известного советского писателя и партийного литературного функционера Вадима Кожевникова. Росла вместе с её старшей (на 13 лет) сводной сестрой от предыдущего брака матери, Ириной Мазурук и младшей сестрой Екатериной. Воспитывалась бабушкой и дедушкой.
Училась в Центральной музыкальной школе при московской консерватории, в 1972 году окончила Литературный институт им. Горького. В 1977 была принята в Союз писателей по секции прозы. Член КПСС с 1979 года.
В 1983 году выехала в Швейцарию вместе с мужем, работником Минздрава СССР, получившим работу в Международном Красном Кресте в Женеве. С 1997 года, после получения мужем гринкарты США, живёт в Денвере (штат Колорадо), имеет американское гражданство.
Начинала журналистскую карьеру в СССР как автор очерков и интервью в советской прессе. Является автором пятнадцати книг и многих газетных и журнальных публикаций. Из зарубежных русских периодических изданий наиболее часто публикуется в журналах «Лебедь» и «Чайка».
Брат мужа — известный российский тележурналист Дмитрий Киселёв.

## Книги
- Человек, река и мост. — М.: Советский писатель, 1976
- Окна во двор. — М., Издательство: Детская литература, 1976
- Внутренний двор. — М.: Советский писатель, 1986
- После праздника. — М., Издательство: «Современник», 1988. ISBN 5-270-00048-2
- Сосед по Лаврухе. — М., «Аграф» (серия: «Символы времени»), 2003. ISBN 5-7784-0258-9
- Гарантия успеха. — М., «Аграф», 2004. ISBN 5-7784-0273-2
- Незавещанное наследство. Пастернак, Мравинский, Ефремов и другие. — М., изд-во «Время», 2007. ISBN 978-5-9691-0195-1
- Колониальный стиль. — М., «Аграф», 2010. ISBN 978-5-7784-0401-4